# The Simpsons Movie: The Music
The Simpsons Movie: The Music — альбом-саундтрек к мультфильму «Симпсоны в кино». Релиз состоялся 24 июля 2007 года на лейбле Adrenaline Music и достиг 108 места в чарте Billboard 200. Ограниченная версия (с упаковкой в форме пончика) была выпущена 31 июля 2007 года. Критики дали альбому в целом положительные отзывы.

## Об альбоме
Продюсер Джеймс Л. Брукс выбрал Циммера для создания музыки к фильму, так как они были хорошими друзьями и постоянными сотрудниками. Композитора «Симпсонов» Альфа Клаузена не попросили писать музыку к фильму. Циммер писал музыку для фильма «Пираты Карибского моря: На краю света» одновременно с «Симпсонами в кино». Он рассказал «The Hollywood Reporter», что ему нравится «использовать все свои творческие соки сразу». Циммер чувствовал, что музыка была «уникальным вызовом», и ему пришлось «попробовать и выразить стиль „Симпсонов“, не изнашивая аудиторию». Он использовал оригинальную открывающую тему Дэнни Эльфмана из сериала, но не хотел злоупотреблять ею.
Для саундтрека Циммер создал темы для каждого члена семьи. Лейтмотив Гомера был в центре внимания, и он также написал более мелкие темы для Барта и Мардж. Циммер попросил аранжировщика Майкла А. Левина превратить песню «Свин-паук» в хоровое произведение, которому в то время не было места в фильме. Позже Брукс решил использовать его для сцены, в которой у Гомера психоделическое прозрение, а затем, опять же, в качестве первого номера в заключительных титрах. Текст произведения был переведён на 32 дублированные версии песни, когда фильм был выпущен в международном прокате. Тот же хор научился петь пьесу для каждого из дубляжов на иностранных языках. Левин также сочинил и аранжировал музыку, когда Гомер и Мардж занимаются любовью с помощью дикой природы Аляски. В пьесе сопрано Элин Карлсон поёт все три части вокального трио.

## Реакция
| Оценки критиков | Оценки критиков |
| Источник        | Оценка          |
| --------------- | --------------- |
| AllMusic        | [ 6 ]           |
| Pitchfork       | 3.3/10          |

Саундтрек был выпущен 24 июля 2007 года. Он достиг 108 места в чарте Billboard 200 и оставался в течение трёх недель. Он также достиг десятого места в чарте Billboard Independent Albums и восьмого места в чарте Top Soundtracks. Песня «Свин-паук» попала в чарты нескольких стран, достигнув восьмого места в новозеландском чарте Top 40 Singles Chart, четырнадцатого места в норвежском чарте VG-lista, двадцать третьего места в чарте UK Singles Chart и пятьдесят третьего места в чарте Sverigetopplistan.
Саундтрек получил в целом положительные отзывы от критиков. Стивен Томас Эрлевайн из «Allmusic» написал, что «безумная, пикантная работа Альфа Клаузена была обменяна на пышное, симфоническое прикосновение Ханса Циммера, которому удаётся сохранить достаточно духа шоу, но придаёт ему полноценный широкоэкранный грим. Другими словами, этот саундтрек является традиционной музыкой […] и даже с такими дурацкими названиями, как „Doomsday Is Family Time“, „Thank You Boob Lady“ и „Why Does Everything I Whip Leave Me?“, саундтрек звучит не так смешно. Это просто звучит как обширная, но чувствительная музыка настроения к фильму. И с этих терминов „Симпсоны в кино“ — это очень хороший саундтрек — возможно, не такой умный, как Клаузен, но он всё ещё лёгкий на ногах, имея достаточно помпезности и обстоятельств, чтобы оправдать показ на таком большом экране».

## Список композиций
| №                   | Название                                         | Длительность |
| ------------------- | ------------------------------------------------ | ------------ |
| 1.                  | «The Simpsons Theme (Orchestral Version)»        | 1:27         |
| 2.                  | «Trapped Like Carrots»                           | 2:15         |
| 3.                  | «Doomsday is Family Time»                        | 2:27         |
| 4.                  | «Release the Hounds»                             | 2:19         |
| 5.                  | «Clap for Alaska»                                | 1:55         |
| 6.                  | «What’s an Epiphany?»                            | 2:07         |
| 7.                  | «Thank You Boob Lady»                            | 2:45         |
| 8.                  | «You Doomed Us All… Again»                       | 5:52         |
| 9.                  | «…Lead, Not to Read»                             | 2:05         |
| 10.                 | «Why Does Everything I Whip Leave Me?»           | 3:05         |
| 11.                 | «Bart’s Doodle»                                  | 1:01         |
| 12.                 | «World’s Fattest Fertilizer Salesman»            | 5:05         |
| 13.                 | «His Big Fat Butt Could Shield Us All»           | 1:46         |
| 14.                 | «Spider Pig»                                     | 1:04         |
| 15.                 | «Recklessly Impulsive»                           | 5:27         |
| 16.                 | «Homer, Bart, and a Bike» (бонусный трек iTunes) | 2:24         |
| Общая длительность: | Общая длительность:                              | 40:45        |

Дополнительная музыка Райланда Эллисон, Лорна Балфа, Джеймса Дули, Генри Джекмана, Майкла Левина, Альти Орварссона и Эйтора Перейры.
Оркестр под управлением Ника Гленни Смита и Блейка Нили.

## Чарты
| Чарт (2007)              | Высшая позиция |
| ------------------------ | -------------- |
| Australian Albums (ARIA) | 81             |
| US Billboard 200         | 108            |